# 南昌绕城高速公路
南昌绕城高速公路是环绕南昌市的一条高速公路，由南昌东外环、南昌西外环和南昌南外环组成。目前南昌南外环为杭长高速公路的一部分，而昌樟高速公路的厚田到生米段为 G6001 的南段。

## 建设过程
最先建设的是南昌东外环，从温家圳至乐化，又称乐温高速公路，是江西省首条双向六车道高速公路，设计速度120 km/h，全长71.6 km，于2003年12月12日动工，2005年11月15日通车。
南昌西外环为设计速度100 km/h的双向六车道高速公路，北起乐化的南昌东外环西端以及 福银高速公路（昌九高速公路），南至生米的 沪昆高速公路（昌樟高速公路），全长40.989 km，于2005年2月18日动工，2007年1月16日通车。
南昌南外环为最后建设的一段，早在2008年就获得规划审批，西起位于生米的南昌西外环南端，东至南昌东外环的塔城西万村处，采用收费还贷方式建设，由于经过莲塘镇，因此高架段较多。
南外环于2013年6月进行环境影响评价公示，同年10月11日通过环评，2013年12月22日进行风险评估，2014年初动工，2015年8月7日进行规划方案的批前公示，其东段和西段于2018年初通车，中段（八一互通至迎宾互通）于2022年6月30日通车，自此南昌绕城高速全线通车。